# Валдастико
Валдастико (итал. Valdastico) је насеље у Италији у округу Виченца, региону Венето.
Према процени из 2011. у насељу је живело 217 становника. Насеље се налази на надморској висини од 328 м.

## Становништво
| 1931. | 1936. | 1951. | 1961. | 1971. | 1981. | 1991. | 2001. | 2011. |
| ----- | ----- | ----- | ----- | ----- | ----- | ----- | ----- | ----- |
| 2.890 | 2.608 | 2.770 | 2.468 | 1.822 | 1.740 | 1.589 | 1.480 | 1.389 |